# Ratsimilaho
Ratsimilaho (1694-1750) est un souverain malgache à l'origine de la grande confédération des Betsimisaraka, occupant la majeure partie du littoral oriental de Madagascar. 

## Biographie
Ratsimilaho, qui naquit vers 1690, était le fils d'un pirate anglais du nom de Tom Tew (ou Thomas White) et de Rahena, une princesse Anteva de la famille de Zafindramisoa, occupant l'actuelle région de Mananara.
Après un bref séjour en Angleterre où son père voulait l'éduquer, il revint à Madagascar pour prendre aussitôt la tête des Anteva et autres peuples du nord afin de repousser l'invasion des Tsikoa et des Varimo, des peuples du sud conduits par le roi Ramanano. Au terme de ces guerres, Ratsimilaho devint le chef suprême de tous les peuples dénommés pour la circonstance Betsimisaraka , en prenant lui-même le nom de Ramaromanompo, « celui qui est servi par beaucoup de gens ». 
Après sa mort en 1750, il partagea son royaume entre son beau-fils Zanahary, d'origine sakalava, et sa fille Bétia, de son vrai nom Marie Élisabeth Sobodic (la « Betty » des Européens, qui allait ensuite se marier avec le caporal français Jean Filet Olésime surnommé « la Bigorne ») et qui abandonnera sa souveraineté sur l'île de Sainte-Marie à la France.